# Bolesław Szymański (matematyk)
Bolesław Szymański (ur. 22 kwietnia 1950 w Pasłęku) – polski matematyk, informatyk. W latach 1964–1968 uczęszczał do I Liceum Ogólnokształcącego w Pabianicach, w którym uzyskał świadectwo dojrzałości w 1968 roku. Absolwent Politechniki Warszawskiej, od wielu lat pracujący w USA, profesor na Wydziale Informatyki i kierownik centrum badawczego Pervasive Computing and Networking, Rensselaer Polytechnic Institute w Troy. Jest znany z m.in. algorytmu Szymańskiego.

## Życiorys
W 1976 roku obronił doktorat z informatyki w Instytucie Informatyki PAN. W 1982 wyjechał do Stanów Zjednoczonych podejmując początkowo pracę na University of Pennsylvania w Filadelfii, a od 1985 w Rensselaer Polytechnic Institute. W 2009 roku został wybrany na członka zagranicznego Polskiej Akademii Nauk i dołączył do Wydziału IV Nauk Technicznych. 12 maja 2011 otrzymał tytuł profesora nauk technicznych. Pracuje jako profesor zwyczajny w Społecznej Akademii Nauk w Łodzi, zaś od 2014 jest także profesorem wizytującym na Politechnice Wrocławskiej.